# Piotr Wojciech Kurek
Piotr Wojciech Kurek (ur. 29 czerwca 1948 w Krakowie, zm. 5 sierpnia 2017 tamże) – polski fizyk, pracownik naukowy Politechniki Warszawskiej, działacz kombatancki i społeczny.

## Życiorys
Był synem Józefa Kurka, podporucznika AK, odznaczonego Krzyżem Srebrnym Orderu Virtuti Militari. Ukończył II Liceum Ogólnokształcące im. Adama Asnyka w Bielsku-Białej oraz Wydział Fizyki Politechniki Warszawskiej, na której uzyskał również stopień naukowy doktora fizyki. Był pracownikiem naukowym uczelni, specjalizując się w jonice ciała stałego. Pełnił funkcje starszego wykładowcy w Zakładzie Joniki Ciała Stałego oraz kierownika Laboratorium Fizyki Współczesnej Politechniki.
Działał w środowiskach kombatanckich, w szczególności w Światowym Związku Żołnierzy Armii Krajowej. Od 2002 roku przewodniczył Komisji do Spraw Młodzieży Zarządu Głównego Związku, a od 2005 roku był członek Prezydium Zarządu Głównego ŚZŻAK. Należał do Ogólnokrajowego Środowiska Armii Krajowej Korpusu „Jodła” (członek bez uprawnień kombatanckich). Dzięki jego zaangażowaniu doszło do wypracowania mechanizmów współpracy Związku z Instytutem Pamięci Narodowej oraz kuratoriami oświaty. Propagował oraz wspierał ideę powstawania Klubów Historycznych im. Armii Krajowej w szkołach na terenie całego kraju. Angażował się w działania związane z tworzeniem pomników Armii Krajowej, m.in. będąc inicjatorem powstania Pomnika Żołnierzy ZWZ-AK Placówki „Sosna-Las” w Koźmicach Wielkich oraz uczestnicząc w projekcie Pomnika Armii Krajowej „Wstęga Pamięci” u stóp Wawelu w Krakowie. Uczestniczył również w Marszach Szlakiem I Kadrowej, organizowanych przez Związek Piłsudczyków oraz był członkiem Stowarzyszenia „Klub Przyjaciół Wieliczki”.

Zmarł na krakowskim Wawelu, idąc na mszę inaugurującą kolejny Marsz. Został pochowany w Bielsku-Białej, na cmentarzu parafialnym przy Kościele Opatrzności Bożej.

## Galeria

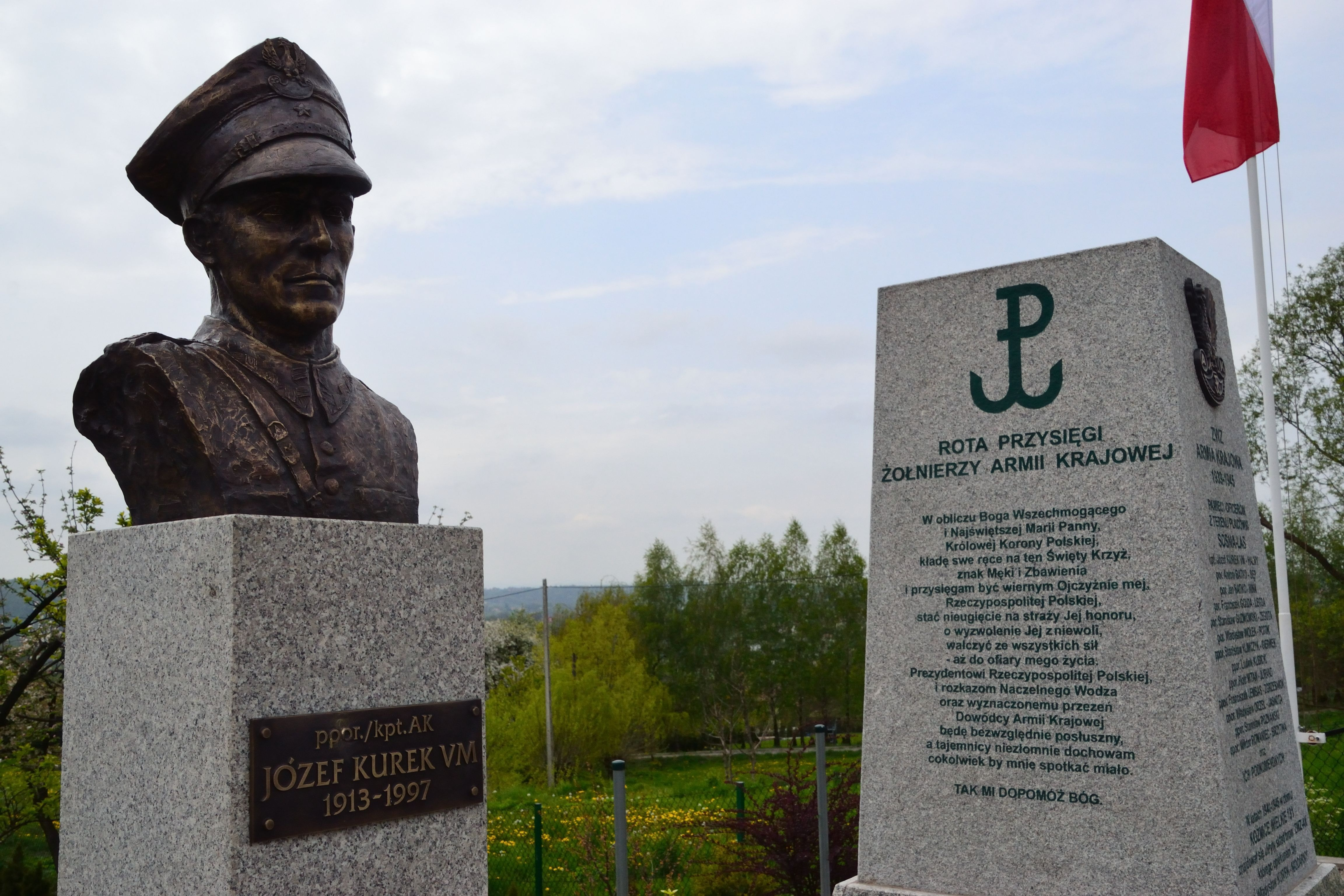
Pomnik pamięci AK w Koźmicach Wielkich
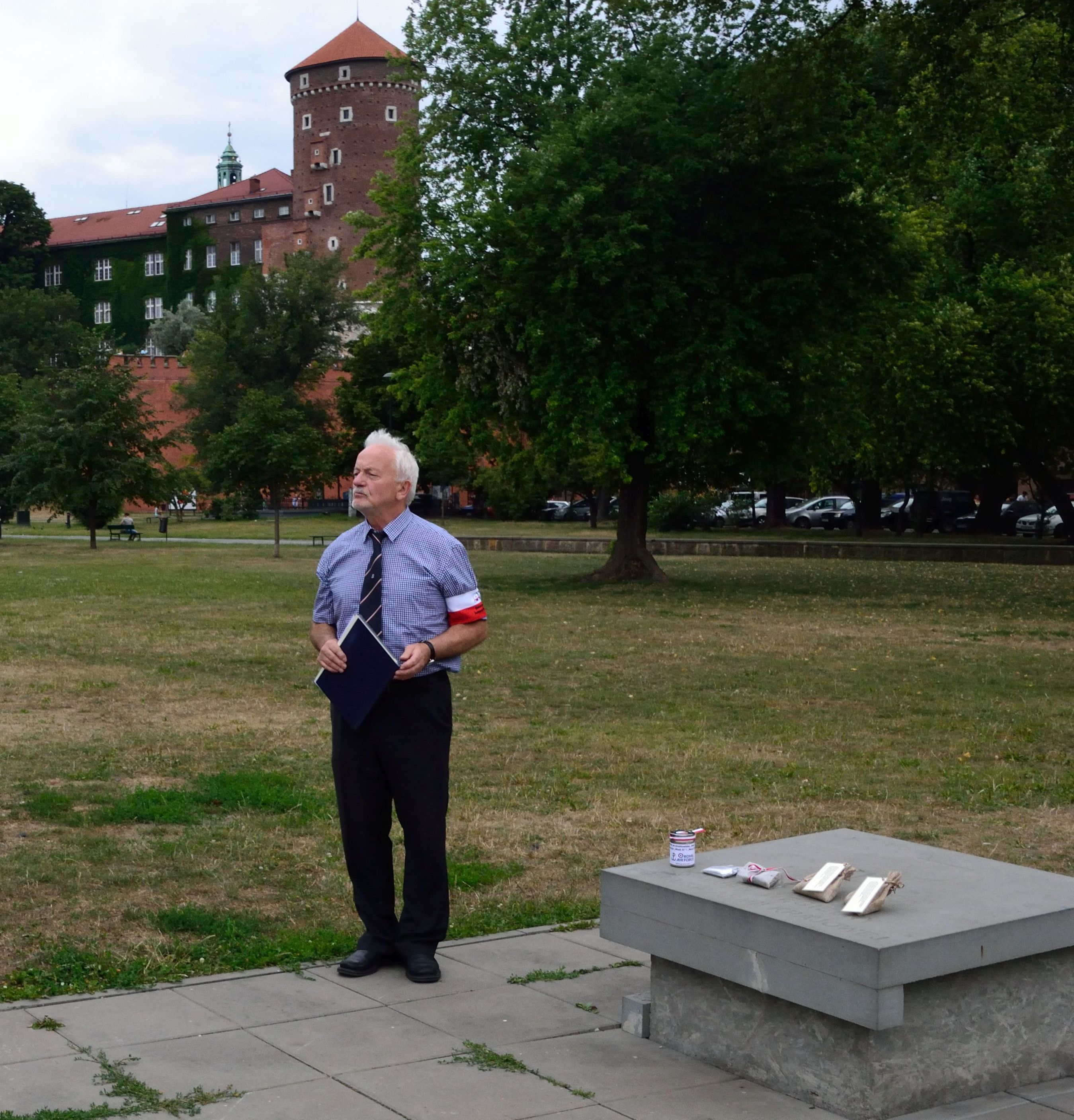
Piotr Kurek przy kamieniu węgielnym pomnika AK pod Wawelem 4 sierpnia 2017 (w przeddzień śmierci)
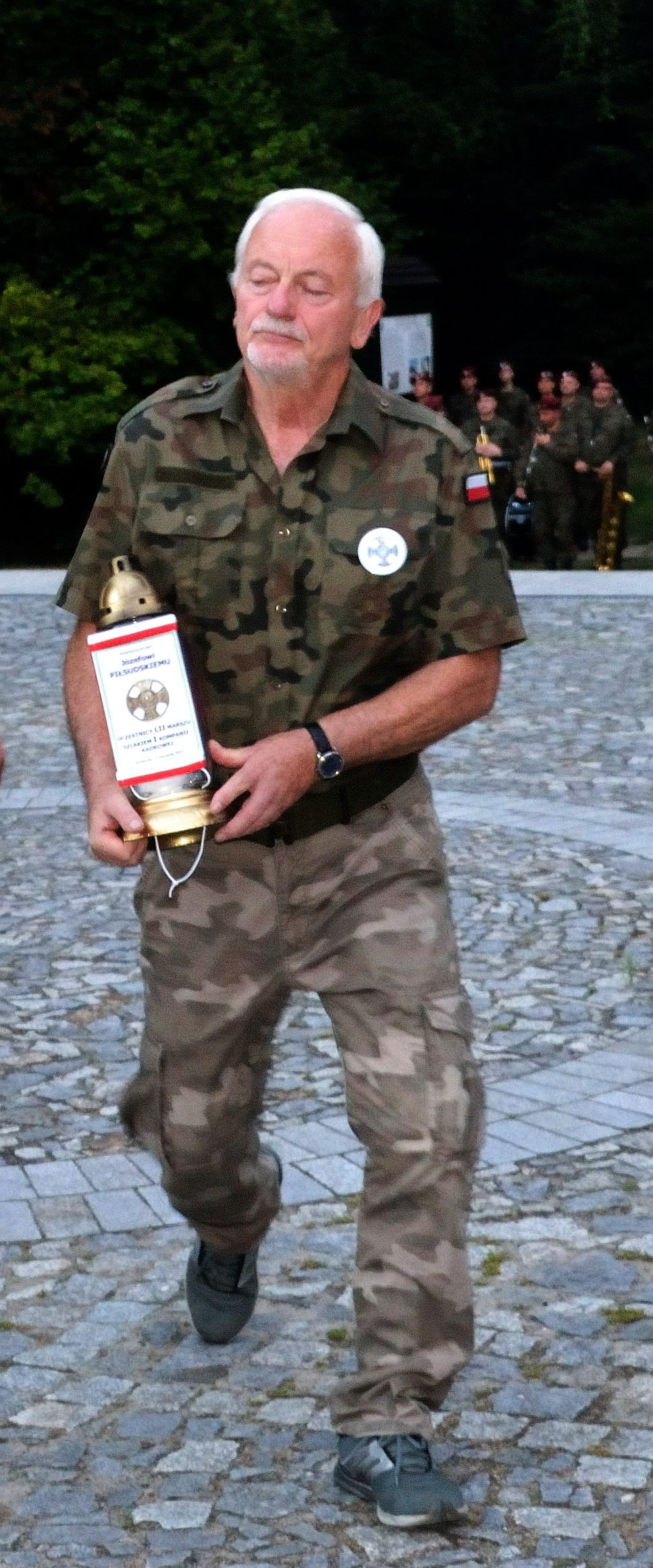
Piotr Kurek 4 sierpnia 2017 (w przeddzień śmierci) pod Kopcem Piłsudskiego

## Odznaczenia
Za swą działalność został odznaczony m.in. Krzyżem Kawalerskim Orderu Odrodzenia Polski, Złotym Krzyżem Zasługi, Medalami: „Pro Patria” i „Pro Memoria”, Medalem Komisji Edukacji Narodowej, Złotym Medalem „Za zasługi dla obronności kraju”, Złotym Medalem „Opiekuna Miejsc Pamięci Narodowej” oraz Odznaką „Za wkład pracy społecznej w ŚZŻAK”.